# Провадія-Солніцата
Провадія-Солніцата (болг. Солницата-- солеварня) — доісторичне поселення поблизу сучасного міста Провадія на чорноморському узбережжі Болгарії, одне з найранніших відомих на сьогодні стародавніх міських поселень Європи .
Розкопки тут ведуться з 2005 року дослідниками з болгарського Національного інституту археології. Виявлено залишки двоповерхових будинків, культових споруд і високих стін, споруджених на рубежі неоліту і енеоліту, у 4700-4200 роках до Р. Х. Населення містечка оцінюється в 350 осіб але археолог Васіл Ніколов вважає, що всім критеріям доісторичного міста Провадія-Солніцата задовольняє
Недалеко від городища були знайдені поховання, які зараз ще не вивчені. Для дослідження гробниць, на думку їхніх першовідкривачів, знадобляться сили кількох поколінь дослідників — вся справа в тому, що в цьому поселенні набув поширення нетрадиційний похоронний обряд: тіла мерців розрізали по лінії талії, а потім ховали лише верхню його частину.
Умовна назва Провадія-Солніцата городище отримало тому, що це був великий центр виробництва кухонної солі. Тут знайдені найдавніші солеварні на території Європи і Передньої Азії. Добувати цей продукт, що цінувався тоді на вагу золота жителі городища почали близько 5500 року до Р. Х. (Період Караново III–IV). При цьому вода з місцевого соляного джерела випарювалася в масивних глинобитних печах куполоподібної форми (спочатку печі розташовувалися прямо в житлових будинках, пізніше їх винесли за межі поселення). Потужні стіни городища були необхідні для захисту запасів солі від зазіхань ворогів .
Одне завантаження в піч давало приблизно 25 кг соляних брикетів. У період середнього і пізнього енеоліту (культура Хаманджія IV, 4700-4500 роки до Р. Х.; Варненська культура, 4500-4200 роках до Р. Х.) виробництво кухонної солі досягло промислових масштабів, збільшившись до 4-5 тонн.
У Провадії-Солніцате виготовлялися перші в світі золоті прикраси (виявлено близько трьох тисяч примірників цих прикрас).